# Mallotus khasianus
Mallotus khasianus är en törelväxtart som beskrevs av Joseph Dalton Hooker. Mallotus khasianus ingår i släktet Mallotus och familjen törelväxter. Inga underarter finns listade i Catalogue of Life.